# Митатэ-э
Митатэ-э (яп. 見立, митатэ — рус. «сопоставление», дословно — «смотреть-ставить», 絵, э — «картина») — жанр японской гравюры укиё-э, получивший распространение во второй половине эпохи Токугава. В японской литературе — художественный прием схожий метафоре, связывающий воедино два объекта повествования в стихотворении.

## Название жанра
В современном искусствоведении термин митатэ-э часто употребляется для обозначения всех гравюр, выполненных в подобном стиле. В эпоху Токугава, однако, также использовалось понятие фурю (風流, рус. «элегантный», «современный»). Русскоязычным аналогом термина митатэ может служить «переделка» или «переиначивание» (англ. re-working).

## Особенности жанра
Для гравюр жанра митатэ характерно юмористическое или сатирическое воспроизведение сюжетов из мифологии, литературы и живописи древнего Китая и Японии в знакомом современникам художника обличии. Мифологические и исторические персонажи становились героями митатэ-э, в которых пародировалась культура периода Токугава и значимые события эпохи. Гравюры этого жанра представляют собой воплощение японского обыкновения соединять воедино высокое — классику, и низкое — повседневность. Активное применение находил каламбур, в форме как письменной, так и визуальной.

## Митатэ-э и городское сословие
Большая популярность гравюр этого жанра, которые были полны аллюзий к китайской и японской классике, говорит о том, что представители городского сословия обладали грамотой и имели довольно глубокое знание классической культуры.

## Отдельные работы

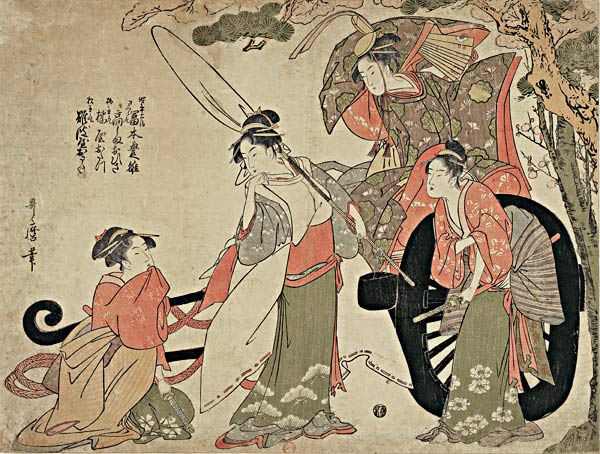
Утамаро, «Сломанная повозка». Представленное митатэ-э отсылает к древней истории Японии, к событиям противоборства кланов Сугавара и Фудзивара.

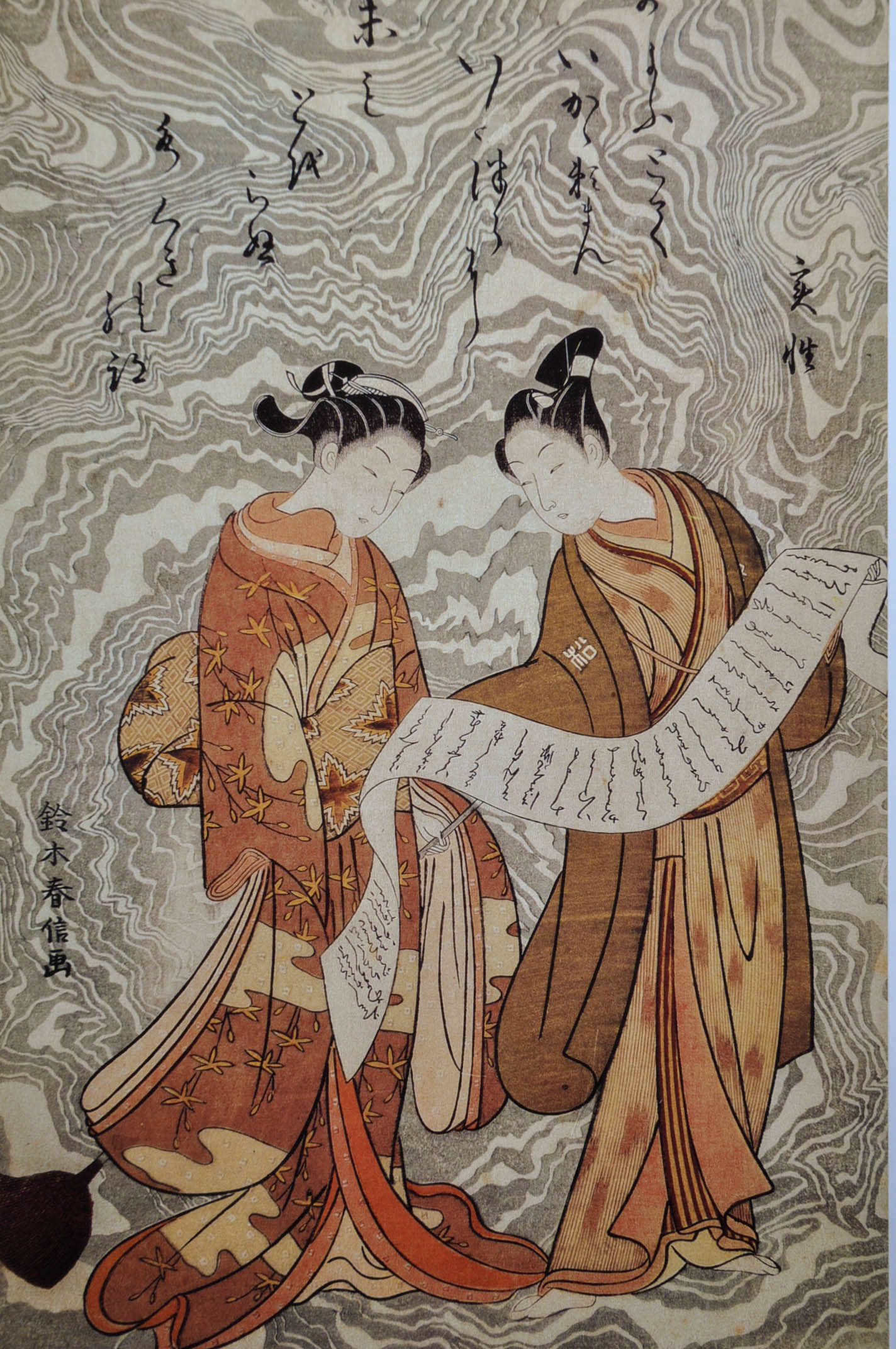
Харунобу, «Кандзан и Дзиттоку». Митатэ-э изображает китайских буддийских монахов в обличии японских девушек. Намеком здесь служат свиток и метла, которые символизируют Кандзана и Дзиттоку соответственно.

## Выдающиеся мастера
- Судзуки Харунобу
- Кацукава Сюнсё
- Утагава Кунисада
- Исода Корюсай
- Исикава Тоёнобу